# 李麗 (間諜)
李麗（1910年—2002年），或称北平李麗，中國抗日時期美艷女情報員。

## 生平
眾人只知她是東北名媛，電影明星，綽號「一代尤物」、「摩登賽金花」。1938年，正式加入军统。因為曾經周旋在日軍顧問柴山兼四郎與矢崎勘十之間，李麗一直被國人視為媚日的漢奸。1955年，由香港到台湾定居。直到過世多年後，其子於2010年才將她的回憶錄手稿為她出書平反才披露於世。

## 愛情
1938年，受戴笠的感召加了軍統局。與中華民國情報頭子戴笠日久生情，在外面生下一子，當時為免影響戴的聲譽，故從母姓，戴曾於香港九龍窩打老道給她買了一棟洋房。
1944年与著名京剧票友章英明结婚，1945年生有一子，取名少英，字明，小名蓓蓓。（来源于民国三十八年毗陵章氏族谱）
五十年代初，两人离异后章只身一人去日本发展。

## 貢獻
有一次，李麗受到日本將領華南派遣軍總司令松井中將之邀，到廣州公演，那一次在台上由師傅梅蘭芳露臉，李麗負責唱。戲後，松井將李麗帶回總司令官邸，一進門，松井就醉得不省人事，李麗趁機翻了他桌上的公文，得知日軍十多艘運兵船的地點，電報發回情報局，事後日軍運兵船果然被中國擊沉，此次日方傷亡一千多人。

## 著作
《誤我風月三十年》，2010年時英出版